# Erasme van den Steene
Erasme van den Steene est un maître écrivain né à La Haye, et actif à Gand autour de 1687.

## Biographie
Sa seule publication nous apprend qu'il était maître d'école à Gand, et également maître écrivain (schrijfmeester). Certaines de ses planches sont adressées à des notabilités gantoises (un peintre, un échevin, un maître d'écriture). Il a su allier les méthodes des maîtres italiens et français. D'un seul trait de plume, il traçait en marge de ses manuscrits des oiseaux, des fleurs et des animaux bizarres d'une admirable virtuosité.

## Œuvres
- Tresoor van diverssche curieuse gheschriften met haere fondamenten volghens 't ghebruyck van desen tydt seer nut voor alle Liefhebbers. Opghedraghen Aen de Seer Ede. Wyse , en Voorsienighe Heeren, Myn -Heeren Hoogh-Bailliu, Schepenen, en Raedē der Stadt van Ghendt, door Erasmus Vanden Steene ghesworen Fransche School en Schryfm[eester]. En by hem ghesneden ten Jaere 1687.  Gand : chez l'auteur rue des Crapaux, 1687. 4° obl., 29 pl. gr. Berlin SB. Cat. Jammes n° 38.
  - Avec un frontispice représentant une vue de la ville de Gand et un portrait de l'auteur gravé par Philibert Bouttats d'après Gilles Le Pla. La dédicace au magistrat de Gand qui occupe le f. 3, le seul imprimé en typographie, est datée : "Uyt myne Schole den 20. Martij 1687". L'une des planches est dédiée à Max.-Ant. Rym, premier échevin de Gand, d'autres sont adressées à G. Ogiers, Josse La Loire et Jean Vaerman maîtres d'école à Anvers, à Gand et à Bruges, et à G. Le Pla, peintre à Gand.
- La Haye, Gemeente Museum : Bible manuscrite écrite et enluminée par lui, sur laquelle figurent pas moins de six mille compositions et dessins décoratifs, exécutés en encres de diverses couleurs.